# Сабиони Алти I (Ровиго)
Сабиони Алти I је насеље у Италији у округу Ровиго, региону Венето.
Према процени из 2011. у насељу је живело 28 становника. Насеље се налази на надморској висини од 6 м.